# Saison 2022-2023 du Rodez Aveyron Football
 (janvier 2023).
Si vous disposez d'ouvrages ou d'articles de référence ou si vous connaissez des sites web de qualité traitant du thème abordé ici, merci de compléter l'article en donnant les références utiles à sa vérifiabilité et en les liant à la section « Notes et références ».
Maillots
Chronologie
Saison précédente Saison suivante
Le Rodez Aveyron Football entame sa quatrième saison dans l'antichambre du football français. Après avoir terminé à la 17e place, le club se retrouve donc engagé en Ligue 2 BKT et en Coupe de France.

## Ligue 2 BKT
La saison 2022/2023 du Rodez Aveyron Football est finalement positive puisque le club se maintient pour une 5ème saison consécutive en ligue 2 BKT grâce à une dynamique de victoires exceptionnelle à partir d'avril et une victoire inespérée à Niort. Le club se fera cependant peur après une défaite contre Pau lors de la 37ème journée qui les oblige à se déplacer à Bordeaux qui joue la montée pour la dernière journée. Lors de cette rencontre, un supporter ultra bordelais assène un coup au buteur de Rodez qui ouvre le score, Lucas Buadès. La commission de discipline décide par la suite de donner victoire à Rodez sur tapis vert et par la même occasion, le maintien.

### Classement
| Rang | Équipe            | Pts | J  | G  | N  | P  | Bp | Bc | Diff |
| ---- | ----------------- | --- | -- | -- | -- | -- | -- | -- | ---- |
| 12   | Amiens SC         | 47  | 38 | 13 | 8  | 17 | 40 | 52 | −12  |
| 13   | Pau FC            | 47  | 38 | 12 | 11 | 15 | 40 | 52 | −12  |
| 14   | Rodez AF          | 46  | 38 | 11 | 13 | 14 | 39 | 44 | −5   |
| 15   | Stade lavallois P | 46  | 38 | 14 | 4  | 20 | 44 | 56 | −12  |
| 16   | Valenciennes FC   | 45  | 38 | 10 | 15 | 13 | 42 | 49 | −7   |